# Gilbertidia pustulosa
Gilbertidia pustulosa är en fiskart som beskrevs av Schmidt, 1937. Gilbertidia pustulosa ingår i släktet Gilbertidia och familjen paddulkar. Inga underarter finns listade i Catalogue of Life.